# Rejon malacki
Rejon malacki (lit. Molėtų rajono savivaldybė) – rejon we wschodniej Litwie.
Według Spisu Ludności z 2001 roku ok. 8,1% (2,053 tys.) populacji rejonu stanowili Polacy.